# Drive (canción de R.E.M.)
«Drive» es la canción de apertura de la banda de rock alternativa americana R.E.M. en su octavo álbum de estudio Automatic for the People en 1992. Sin embargo no fue tan exitoso como anteriores sencillos "Losing My Religion" "Stand," o "The One I Love" en los 
Estados Unidos, se convirtió en el segundo hit más grande en el UK Singles Charts, clasificando en el puesto #11. También ascendió al puesto #28 en el Billboard Hot 100. La canción fue número uno en el Modern Rock Tracks y número dos en el Mainstream Rock Tracks.
A pesar del éxito y popularidad de la canción,  quedó fuera del Warner Bros. Records "best of" recopilación In Time: The Best of R.E.M. 1988–2003. Aun así, una versión en vivo de la canción estuvo incluida en la edición especial de dos discos de In Time... con rarezas incluidas, versiones en vivo, y B-sides. La versión presentada era la "funk version", la cual nunca fue grabada en estudio.
La canción está incluida en el DVD vivo de 2003 Perfect Square, en el CD en vivo/DVD de 2007 R.E.M. Live, y en el CD en vivo de 2009 Live at The Olympia (y su DVD acompañante This Is Not a Show). Esta se encuentra también sampleada en la canción Space Bound de Eminem en su álbum Recovery.
Lado B "Winged Mammal Theme" es un re-working del "Batman Theme" originalmente pretendido para aparecer en la banda sonora de Batman Returns; la canción al final no fue incluida en la película.

## Inspiraciones
El título en si está derivado del soporte de Stipe y R.E.M. para el que finalmente devendría en el "Motor Voter Bill" y el lírico "Hey, kids, rock 'n' roll" es un homenaje a la canción "Stop It" de Pylon un grupo amigo de Athens, Georgia; Stipe también dijo que la canción es un "homenaje obvio a 'Rock On' de David Essex," el cual presenta una línea similar.
"El arreglo de 'Drive' era, en parte, inspirada en Queen," según Scott Litt. "Pete Y Mike son grandes seguidores de Queen. Queen records, para todo su impacto, sonados como si cada jugador tuviera una personalidad."
Mike Mills ha dicho "'Drive' le está diciendo a los chicos que se hagan cargo de sus propias vidas. [Pausa.] Entre otras cosas." A Peter Buck: “ es una cosa sutil, política. Michael específicamente menciona el término ‘bush-whacked'. Pero si la quieres tomar como ‘Stand', aquello es bueno, también. Te gusta creer que se puede apreciar estas canciones en cualquier nivel si quieres. Tengo muchos registros, los escucho cuándo justo estoy haciendo los platos. Como Ride records. realmente Me gusta mucho Ride. Y no tengo idea acerca de lo que las canciones tratan. Y realmente no me importa. No, incluso ni me preocupo. Las letras son la última cosa que escucho, a no ser que alguien esté pegándome en la cabeza con ella.”

## Videoclip
El vídeo de la canción, dirigido por Peter Care, fue filmado a lo largo de dos noches a fines de agosto de 1992 en el Sepulveda Dam en el área de Sherman Oaks de Los Ángeles.

## Canciones
Todas las canciones escritas por Bill Berry, Peter Buck, Mike Mills y Michael Stipe excepto las indicadas.

### US 7", Casete y sencillo en CD
1. «Drive» – 4:25
2. «Winged Mammal Theme» – 2:55

### UK "Collector's Edition" CD sencillo
1. «Drive» – 4:25
2. «It's a Free World Baby» – 5:11
3. «Winged Mammal Theme» – 2:55
4. «First We Take Manhattan» (Leonard Cohen) – 6:06

### DE CD Maxi-sencillo
1. «Drive» – 4:25
2. «World Leader Pretend» – 4:15
3. «Winged Mammal Theme» – 2:55

### FR CD Maxi-sencillo
1. «Drive» – 4:25
2. «World Leader Pretend» – 4:15
3. «First We Take Manhattan» – 6:06

### UK and DE 7" Casete y sencillo
1. «Drive» – 4:25
2. «World Leader Pretend» – 4:15

## Posicionamiento
| Listas (1992)                         | Posición |
| ------------------------------------- | -------- |
| Australia (ARIA Chart)                | 34       |
| Canadian Hot 100                      | 7        |
| Dutch Singles Chart                   | 13       |
| German Singles Chart                  | 13       |
| Irish Singles Chart                   | 4        |
| Swedish Singles Chart                 | 24       |
| UK Singles Chart                      | 11       |
| U.S. Billboard Hot 100                | 28       |
| U.S. Billboard Modern Rock Tracks     | 1        |
| U.S. Billboard Mainstream Rock Tracks | 2        |
| U.S. Billboard Top 40 Mainstream      | 23       |